# Episodi di Pacific Blue (seconda stagione)
La seconda stagione della serie televisiva Pacific Blue è stata trasmessa in anteprima negli Stati Uniti d'America da USA Network tra il 17 agosto 1996 e il 20 aprile 1997.
| nº | Titolo originale | Titolo italiano       | Prima TV USA      | Prima TV Italia |
| -- | ---------------- | --------------------- | ----------------- | --------------- |
| 1  | Lights Out       | A luci spente         | 17 agosto 1996    |                 |
| 2  | Daystalker       | Coraggio su due ruote | 24 agosto 1996    |                 |
| 3  | Rapscallions     | Canaglie              | 7 settembre 1996  |                 |
| 4  | Bangers          | Giovani arrabbiati    | 14 settembre 1996 |                 |
| 5  | Point Blank      |                       | 21 settembre 1996 |                 |
| 6  | The Enemy Within | Alto tradimento       | 28 settembre 1996 |                 |
| 7  | Line in the Sand | I maniaci del surf    | 6 ottobre 1996    |                 |
| 8  | Undercover       | Sottocoperta          | 13 ottobre 1996   |                 |
| 9  | Genuine Heroes   | Veri eroi             | 20 ottobre 1996   |                 |
| 10 | Cranked Up       | Corsa mozzafiato      | 3 novembre 1996   |                 |
| 11 | Deja Vu          | Un vecchio amico      | 10 novembre 1996  |                 |
| 12 | Wheels of Fire   | Ruote di fuoco        | 17 novembre 1996  |                 |
| 13 | Outlaw Extreme   |                       | 8 dicembre 1996   |                 |
| 14 | One Kiss Goodbye | Due gocce d'acqua     | 15 dicembre 1996  |                 |
| 15 | Black Pearl      | La perla nera         | 5 gennaio 1997    |                 |
| 16 | Soft Targets     | Bersagli mobili       | 12 gennaio 1997   |                 |
| 17 | Runaway          | Un pessimo cantante   | 19 gennaio 1997   |                 |
| 18 | Full Moon        | Luna piena            | 23 febbraio 1997  |                 |
| 19 | Lost and Found   | Perduta e ritrovata   | 2 marzo 1997      |                 |
| 20 | Bad Company      | Cattiva compagnia     | 6 aprile 1997     |                 |
| 21 | The Last Ride    | L'ultima corsa        | 13 aprile 1997    |                 |
| 22 | Rumplestiltskin  | Ladri in casa         | 20 aprile 1997    |                 |